# BRF1
La subunidad de 90 kDa del factor de transcripción IIIB (BRF1) es una proteína codificada en humanos por el gen brf1.
Esta proteína es una de las tres subunidades del complejo formado por la ARN polimerasa III como factor de transcripción. Este complejo juega un importante papel en el inicio de la transcripción por la ARN polimerasa III en los genes que codifican el ARN de transferencia, la subunidad 5S del ARN ribosómico y otras pequeñas moléculas relacionadas con el ARN. BRF1 pertenece a la familia TF2B. Se han descrito tres variantes transcripcionales del gen que codifican tres isoformas diferentes de la proteína, las cuales funcionan en diversos promotores transcritos por la ARN polimerasa III. Existe un transcrito que codifica una cuarta isoforma que aún no ha sido totalmente caracterizada.

## Interacciones
La proteína BRF1 ha demostrado ser capaz de interaccionar con:
- Proteína del retinoblastoma-like 2[4]
- Proteína del retinoblastoma-like 1[4]
- Proteína de unión a TATA[5][1]
- Proteína del retinoblastoma[6][4]